# ليندا كاثرين إسكوبار
ليندا كاثرين إسكوبار (بالإنجليزية: Linda Katherine Escobar)‏ هي عالمة نبات أمريكية، ولدت في 14 أغسطس 1940 في كولومبوس في الولايات المتحدة، وتوفيت في 15 ديسمبر 1993 في لا ميسا في الولايات المتحدة بسبب سرطان المبيض.